# Streetlight Manifesto
Streetlight Manifesto är ett amerikanskt ska-punkband från New Brunswick i New Jersey. Tomas Kalnoky är dess frontfigur.

## Medlemmar
Nuvarande medlemmar
- Tomas Kalnoky - sång, gitarr (2002-idag)
- Nadav Nirenberg - trombon, bakgrundssång (2010-idag)
- Mike Soprano - trombon, bakgrundssång (2003-2010), trumpet (2023-idag)
- Jim Conti - sång, tenorsaxofon, altsaxofon (2002-idag)
- Mike Brown - barytonsaxofon, altsaxofon, bakgrunssång (2005-idag)
- Dan Ross - barytonsaxofon (2002-2005), tenorsaxofon, altsaxofon (2015-idag)
- Pete McCullough - basgitarr, bakgrundssång (2006-idag)
- Chris Thatcher - trummor (2003-idag)

Tidigare medlemmar
- Matt Stewart - trumpet, bakgrundssång (2007-2023)
- Jamie Egan - trumpet, trombon (2002-2005)
- Delano Bonner - trumpet (2005-2007)
- Pete Sibilia - tenorsaxofon (2002)
- Josh Ansley - basgitarr (2002-2004)
- Chris Paszik - basgitarr (2004-2006)
- Stuart Karmatz - trummor (2002)
- Paul Lowndes - trummor (2002-2003)

## Diskografi
Studioalbum
- 2003 – Everything Goes Numb
- 2006 – Keasbey Nights
- 2007 – Somewhere in the Between
- 2010 – 99 Songs of Revolution
- 2013 – The Hands That Thieve

EP
- 2002 – Everything Went Numb Demo

Singlar
- 2013 - The Three of Us
- 2025 - The Place Beyond the Stars